# Variazioni su un tema di Corelli
Le Variazioni su un tema di Corelli, Op. 42 sono una composizione per pianoforte di Sergej Vasil'evič Rachmaninov. Il tema scelto dal compositore è quello della Follia, uno dei più antichi temi musicali europei, che non fu composto da Arcangelo Corelli, ma era stato da lui a sua volta utilizzato come tema per le 23 variazioni della sua sonata per violino e basso continuo in re minore Op. 5, n. 12.

## Storia della composizione
L'opera fu composta da Rachmaninov nella villa "Le Pavillon", che fu residenza estiva della sua famiglia dal 1929 al 1931, a Clairefontaine-en-Yvelines, in Francia, nell'estate del 1931. Il lavoro fu dedicato all'amico violinista Fritz Kreisler. Il 21 dicembre 1931 Rachmaninov scrisse ad un altro amico, il compositore Nikolaj Metner:

## Struttura della composizione
Il tema è seguito da 20 variazioni, con un intermezzo tra le variazioni 13 e 14, ed una coda conclusiva. La scrittura pianistica è ispirata ai compositori romantici quali Liszt e Chopin; benché Rachmaninov avesse deciso di usare un tema barocco, lo rielaborò secondo i canoni estetici e musicali dei suoi tempi.
- Tema. Andante
- Variazione 1. Poco più mosso
- Variazione 2. L'istesso tempo
- Variazione 3. Tempo di Minuetto
- Variazione 4. Andante
- Variazione 5. Allegro (ma non tanto)
- Variazione 6. L'istesso tempo
- Variazione 7. Vivace
- Variazione 8. Adagio misterioso
- Variazione 9. Un poco più mosso
- Variazione 10. Allegro scherzando
- Variazione 11. Allegro vivace
- Variazione 12. L'istesso tempo
- Variazione 13. Agitato
- Intermezzo
- Variazione 14. Andante (come prima)
- Variazione 15. L'istesso tempo
- Variazione 16. Allegro vivace
- Variazione 17. Meno mosso
- Variazione 18. Allegro con brio
- Variazione 19. Più mosso. Agitato
- Variazione 20. Più mosso
- Coda. Andante